# Michelle Loreto
Michelle Loreto de Araújo Pinto (Recife, 27 de janeiro de 1980) é uma jornalista e apresentadora de televisão brasileira.

## Carreira
Pernambucana, Michelle Loreto começou sua carreira na TV Guararapes, afiliada da Rede Bandeirantes em Recife na época. Entrou para a equipe da Rede Globo no ano de 2005, onde começou fazendo a previsão do tempo dos jornais matinais como o Bom Dia Brasil, Bom Dia São Paulo Globo Rural.  Nesta época, também implementou a apresentação do tempo no Jornal das 10 na Globo News, e também fazia participações no Mais Você e no Globo Notícia. A partir de 2012 foi apresentadora titular do quadro "Previsão do Tempo" do Jornal Nacional, considerado o principal telejornal brasileiro. Para o JN, fez a previsão do tempo da Copa do Mundo no Brasil, com um projeto de arte moderno. Também aprestava o quadro do tempo no SPTV2. 
Após 10 anos nestas funções, Michelle passou para a reportagem e nesta fase da carreira continuou como apresentadora substituta no Como Será e No Sala de Emprego, no JH. 
Ainda em 2015, Michelle Loreto foi chamada para a reportagem do programa Bem Estar, que fala sobre saúde. De 12 de fevereiro a 12 de setembro de 2016 substituiu a colega Mariana Ferrão durante sua segunda licença maternidade no Bem Estar. O bom desempenho fez com que Loreto fosse efetivada como repórter da atração.
Em 2019, Michelle Loreto tornou-se apresentadora oficial do Bem Estar. Hoje, ela faz parte da equipe de entretenimento da Rede Globo e apresenta o Bem estar que faz parte do Encontro com Patrícia Poeta, Mais Você e fazia do extinto Se Joga, de segunda a sexta, e aos sábados no É de Casa.

## Filmografia
| Ano        | Nome            | Função            | Emissora      |
| ---------- | --------------- | ----------------- | ------------- |
| 2003-05    | Jornal da Clube | Repórter          | TV Guararapes |
| 2005-12    | Bom Dia Brasil  | Previsão do tempo | TV Globo      |
| 2012-15    | Jornal Nacional | Previsão do tempo | TV Globo      |
| 2015       | Jornal Hoje     | Repórter          | TV Globo      |
| 2015-19    | Bem Estar       | Repórter          | TV Globo      |
| 2019       | Bem Estar       | Apresentadora     | TV Globo      |
| 2020-atual | Bem Estar       | Apresentadora     | TV Globo      |